# Неолит Африки
К характерным чертам неолита является сохранение каменной индустрии при наличии производящего хозяйства (земледелие и животноводство). Также иногда атрибутом данного исторического периода называется технология обжига глины (керамика).
«Эпоха скотоводов» началась в Северной Африке 8 тыс. лет назад, хотя родиной животноводства был, видимо, Ближний Восток. Существуют споры относительно того, способствовали ли североафриканские скотоводы опустыниванию Сахары или нет. Характерным памятником этого времени является Набта-Плая. На его базе формировалась культура додинастического Египта. К североафриканскому неолиту относится Тенерийская культура на территории современного Нигера. Отдельно выделяют Магрибский неолит, носителями которого были мехтоиды. В Восточной Африке ранние памятники керамического неолита представлены Эльментейта.
3 тыс. лет назад неолит проник в Нигерию (Нок). Оттуда через Камерун не позднее I тыс. до н. э. неолит распространяется на Центральную Африку в бассейн реки Конго (Горизонт Имбонга). Часто распространение неолита связывают с миграцией банту. От восточноафриканских народов нилотской группы (масаи) пастушеский тип хозяйства заимствовали и южноафриканские готтентоты (хотя бушмены сохранили донеолитический быт).